# Cavisternum
Cavisternum là một chi nhện trong họ Oonopidae.